# Rödtjärnen (Järvsö socken, Hälsingland)
Rödtjärnen är en sjö i Ljusdals kommun i Hälsingland och ingår i Ljusnans huvudavrinningsområde.